# Балтийский регион
Балти́йский регио́н — неоднозначный термин, определяющий, в зависимости от той или иной регионоведческой концепции, различные сочетания государств и отдельных административно-территориальных образований в географическом районе, прилегающем к Балтийскому морю. Кросс-культурное соотнесение и определение взаимной эквивалентности терминов на разных языках дополнительно осложняется разными именами, которыми именовалось Балтийское море и его побережье на разных этапах истории у разных народов.
В наиболее широких географических очертаниях Балтийский регион как совокупность территорий, выходящих на берег Балтийского моря, подразделяется на:
- Балтийское Поморье (в составе: Померания и Польское Поморье) — юго-западное побережье Балтики
- Прибалтику (включая Финский залив) — юго-восточное побережье Балтики
- Скандинавию за вычетом Норвегии — северное побережье Балтики.

Стра́ны Балти́йского мо́ря в современном (2010 год) составе — 9 государств: Дания, Швеция, Финляндия, Россия (Калининградская и Ленинградская области, Санкт-Петербург), Эстония, Латвия, Литва, Польша (Померания, Западная Померания, Вармия и Мазуры) и Германия (Гамбург, Шлезвиг-Гольштейн, Мекленбург-Передняя Померания). В таком составе население региона составляет около 50 млн чел..
Совет государств Балтийского моря (СГБМ) в момент своего учреждения (5–6 марта 1992 года) включил в свой состав, помимо указанных стран, Норвегию, а также Европейскую комиссию как коллективного члена. В 1995 году в состав СГБМ была принята Исландия. Таким образом, фактический состав СГБМ вышел далеко за рамки географического региона Балтики, и отныне упоминание Балтийского моря в его названии имеет столь же отвлечённое значение, как и Северной Атлантики — в названии Североатлантического договора.

## Этимология
Балтика известна мореплавателям с античных времён. Указание на лат. balteus „пояс“ иногда соотносят с тем, что это море «подобно поясу, простирается от Скифии до Греции». Этот корень имеет аналоги в др.-исл. belti, шв., дат., норв. b„lte („пояс“). На средневерхненемецком — Beltemere. Попытки Иоханссона (KZ 36, 385 и сл.), Торбье Ёрнссона (1, 73) и Фалька–Торпа (123) связать с лит. baґltas белый отвергнуты, так как балтийские племена не знали в древности мореплавания. Поздняя передача ср.-лат. Balticum mare встречается у Адама Бременского (1, 60); и Balticum fretum у Саксона Грамматика (16, 657, 17).
Balticum — термин, используемый в нескольких языках, включая скандинавские и немецкий.

## Исторические компоненты балтийского региона
- Расселение славян и их соседей на конец VIII века.
- Дания (красный) и её соседи при Харальде I Синезубом (к 986 году)
- Страны Скандинавии и их владения на 1219 год
- Экспансия Тевтонского ордена в Прибалтике

- Раздел земель Прибалтики к 1525 году
- Шведская империя в 1658 году

## Статистика по некоторым государствам региона
Источник: eurostat.ec.europa.eu
Таблица №1. Демография
|         | Численность населения, на 1 января 2008 г. (млн чел.) | Численность населения, в сравнении с 1 января 2008 г. (%) | Численность населения, в сравнении с 1 января 2008 г. (%) | Плотность населения, на 2007 г. (чел./км2) |
| 1960 г. | Численность населения, на 1 января 2008 г. (млн чел.) | 1990 г.                                                   |                                                           | Плотность населения, на 2007 г. (чел./км2) |
| Латвия  | 2,3                                                   | 92,7                                                      | 117,5                                                     | 36,5                                       |
| Литва   | 3,4                                                   | 81,9                                                      | 109,7                                                     | 53,9                                       |
| Эстония | 1,3                                                   | 90,2                                                      | 117,1                                                     | 30,9                                       |

Таблица №2. Валовый внутренний продукт
|                       | ВВП в текущих ценах (млрд евро) | ВВП в текущих ценах (млрд евро) | ВВП в текущих ценах (млрд евро) | Сопоставление ВВП на душу населения, рассчитанных по паритету покупательной способности (%) | Сопоставление ВВП на душу населения, рассчитанных по паритету покупательной способности (%) | Сопоставление ВВП на душу населения, рассчитанных по паритету покупательной способности (%) |
| 1998 г.               | 2003 г.                         | 2008 г.                         | 1998 г.                         | 2003 г.                                                                                     | 2008 г.                                                                                     |                                                                                             |
| Весь Европейский союз | 8162,3                          | 10108,2                         | 12512,1                         | 100,0                                                                                       | 100,0                                                                                       | 100,0                                                                                       |
| Латвия                | 6,0                             | 10,0                            | 23,1                            | 35,6                                                                                        | 43,3                                                                                        | 55,6                                                                                        |
| Литва                 | 10,0                            | 16,5                            | 32,3                            | 40,1                                                                                        | 49,1                                                                                        | 61,2                                                                                        |
| Эстония               | 5,0                             | 8,7                             | 15,9                            | 42,3                                                                                        | 54,4                                                                                        | 67,2                                                                                        |

Таблица №3. Валовая добавленная стоимость: доли отраслей во всём хозяйстве, на 2008 год (%)   
|         | Сельское хозяйство, охота и собирательство, лесное хозяйство, рыболовство | Промышленность | Строительство | Торговля, транспорт, связь | Предприни- мательство, финансовый сектор | Другие |
| Латвия  | 3,1                                                                       | 13,8           | 8,9           | 29,8                       | 23,9                                     | 20,5   |
| Литва   | 4,5                                                                       | 22,2           | 10,0          | 30,8                       | 15,6                                     | 17,0   |
| Эстония | 2,6                                                                       | 20,6           | 8,4           | 25,6                       | 24,2                                     | 18,6   |
| Весь ЕС | 1,8                                                                       | 20,1           | 6,5           | 21,0                       | 28,1                                     | 22,5   |

Таблица №4. Инвестиции, относительно к ВВП (%)   
|         | Инвестиции в целом | Инвестиции в целом | Государственные инвестиции | Государственные инвестиции | Частные инвестиции | Частные инвестиции |
| 1998 г. | 2008 г.            | 1998 г.            | 2008 г.                    | 1998 г.                    | 2008 г.            |                    |
| Латвия  | 24,7               | 30,2               | 1,4                        | 4,9                        | 23,3               | 25,3               |
| Литва   | 24,0               | 24,8               | 2,5                        | 4,9                        | 21,4               | 19,9               |
| Эстония | 30,4               | 29,3               | 4,9                        | 5,6                        | 25,5               | 23,8               |
| Весь ЕС | 20,0               | 21,1               | 2,3                        | 2,7                        | 17,8               | 18,4               |